# Anonthobium fauveli
Anonthobium fauveli là một loài bọ cánh cứng trong họ Bọ hung (Scarabaeidae).